# Reação internacional ao golpe militar em Honduras em 2009
A reação internacional ao golpe militar em Honduras em 2009 foi extremamente negativa. Todas as nações das Américas, a União Europeia condenaram publicamente a remoção forçada do presidente de Honduras Manuel Zelaya pelo Exército; muitos se referiram à ação como um golpe de estado. Dez países da América Latina, assim como todos os países-membros da União Europeia concordaram em retirar seus embaixadores de Honduras até que Zelaya volte ao poder. A Venezuela suspendeu o envio de petróleo ao país e os vizinhos de Honduras — El Salvador, Guatemala e Nicarágua — suspenderam o comércio por terra por 48 horas. O Banco Mundial e o Banco Interamericano de Desenvolvimento pausaram seus empréstimos ao país.
O presidente dos Estados Unidos, Barack Obama, disse que "acreditamos que o golpe não foi legal e que Zelaya continua sendo o presidente de Honduras". Dentre as reações mais fortes, estava a do presidente venezuelano Hugo Chávez, que prometeu derrubar o novo governo. Organismos internacionais, como a Organização dos Estados Americanos, a Alternativa Bolivariana para as Américas, o Mercosul, a União de Nações Sul-Americanas e a Organização das Nações Unidas também condenaram a ação. A ONU aprovou uma resolução no dia 30 de junho condenando o golpe e pedindo a seus 192 Estados-membros que não reconheçam nenhum governo que não seja liderado por Zelaya. Assim sendo, nenhuma nação declarou apoio às ações militares em Honduras nem reconheceu o novo presidente. Representantes do presidente interino Roberto Micheletti disseram que o novo governo tinha recebido o apoio de Israel e Taiwan, mas os governos destes países negaram de forma veemente. Em 4 de julho, Honduras foi suspensa da OEA por 33 votos de 34 possíveis.

## Organizações internacionais

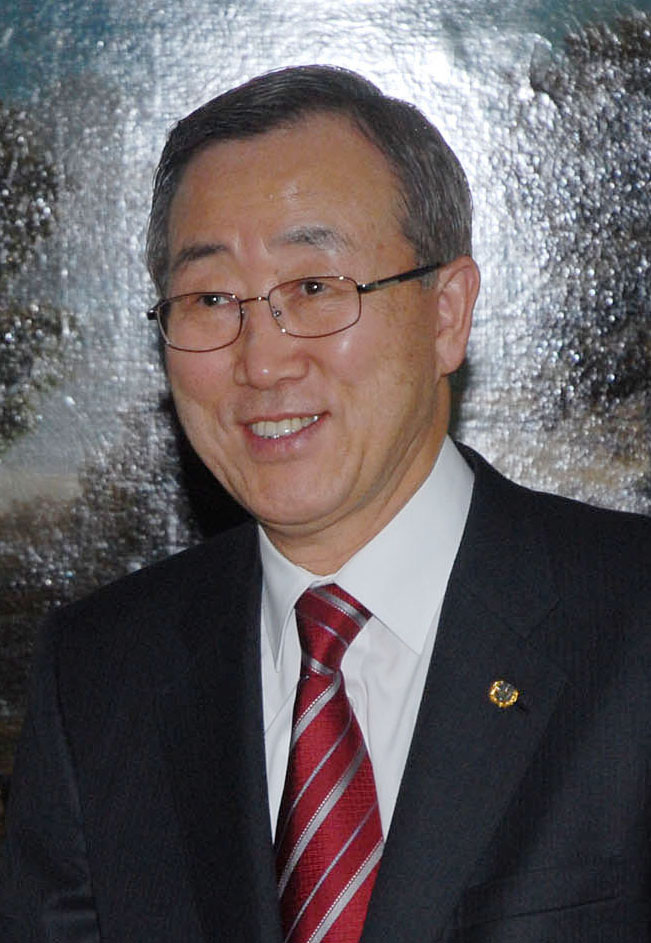
Ki-moon se disse preocupado com os direitos humanos em Honduras.

- Todos os nove países-membros da Alternativa Bolivariana para as Américas anunciaram em uma declaração conjunta à imprensa que não irão reconhecer o novo governo de Honduras.

- A Associação dos Estados do Caribe condenou o golpe em uma declaração à imprensa e pediu pelo retorno de Zelaya à presidência de Honduras. Também declarou que "sublinhamos nossa condenação ao tratamento brutal que os militares de Honduras deram à Ministra de Assuntos Exteriores, Patricia Rodas, assim como aos embaixadores de Cuba, Nicarágua e Venezuela. Esta situação é uma séria violação à lei internacional e à Convenção de Viena sobre Relações Diplomáticas".

- : Em um comunicado à imprensa, a Comunidade do Caribe denunciou o golpe, pediu o retorno imediato de Zelaya e declarou sua preocupação ao tratamento dispensado à população hondurenha e aos diplomatas durante o golpe.

- : Fernando Lugo, presidente do Paraguai e presidente pro tempore do Mercosul, condenou o golpe e afirmou que nenhum Estado-membro da organização irá reconhecer um governo hondurenho que não seja liderado por Zelaya. Lugo também disse que aqueles que planejaram o golpe merecem ser presos.

- : Logo após a deposição de Zelaya, o secretário-geral da Organização das Nações Unidas, Ban Ki-moon, declarou "apoio às instituições democráticas do país e condenou a prisão do legítimo presidente da República", de acordo com um porta-voz. "Ele insiste no restabelecimento dos representantes democraticamente eleitos do país e no respeito aos direitos humanos", completou. Uma resolução de uma página foi aprovada, por aclamação, no dia 30 de junho condenando a remoção forçada de Zelaya e pedindo sua "restauração imediata e incondicional" ao poder. A resolução pede "firma e categoricamente a todos os Estados que não reconheçam nenhum governo que não seja o de Zelaya".

- : A Organização dos Estados Americanos realizou uma reunião de emergência no dia 28 de junho para debater a situação em Honduras. Nela aprovou uma resolução pedindo o "retorno imediato, seguro e incondicional do presidente legítimo, Manuel Zelaya". O secretário-geral da organização, José Miguel Insulza, disse que a ação do Exército constitui um golpe militar. No dia 1 de julho, a OEA condenou "veementemente" a remoção forçada de Zelaya e lançou um ultimato ao novo governo; ou Zelaya seria reconduzido ao cargo em 72 horas ou a nação seria suspensa da organização. Honduras acabou sendo suspensa da OEA no dia 4 de julho.

- Predefinição:Country data UE: Assim que Zelaya foi preso, a União Europeia lançou uma nota pedindo ao Exército a soltura do presidente e a restauração da ordem constitucional.

- : A presidente do Chile, Michelle Bachelet, falando em nome de seu governo e da União de Nações Sul-Americanas, condenou o golpe e se referiu a Zelaya como "presidente legitimamente eleito pelo povo".

## Instituições financeiras
- O Banco Mundial pausou todos os empréstimos para programas de desenvolvimento em Honduras, estimados em cerca de 80 milhões de dólares para o próximo ano fiscal. O presidente da instituição, Robert Zoellick disse que "estamos tentando manter um papel coadjuvante na região e em sua meta comum de restaurar a democracia".

- O presidente do Banco Interamericano de Desenvolvimento, Luis Alberto Moreno, declarou que o BID irá pausar todos os novos empréstimos a Honduras até que a democracia seja restaurada.

## Países

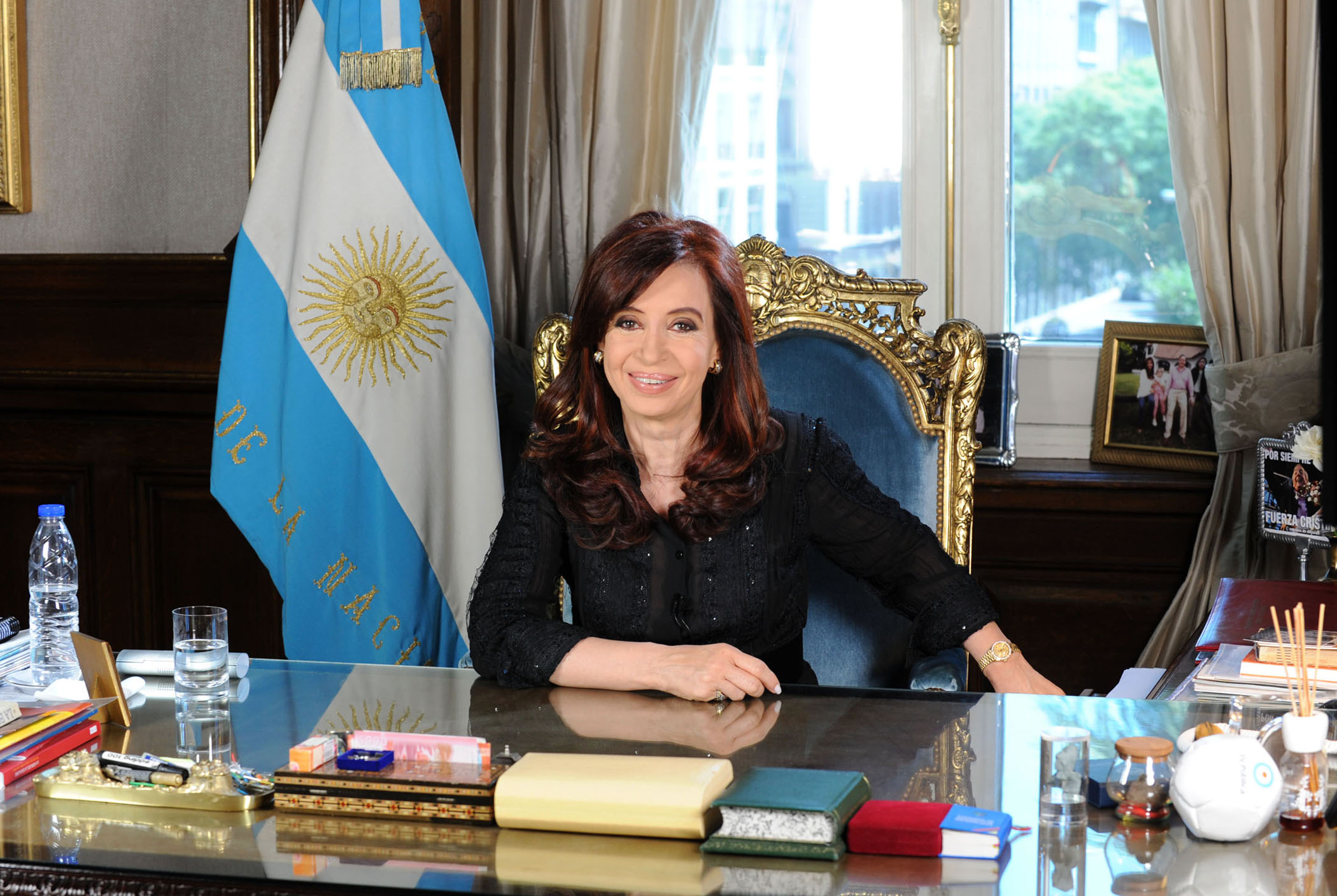
Para Kirchner, a ação relembrou os "tempos bárbaros" da América Latina.

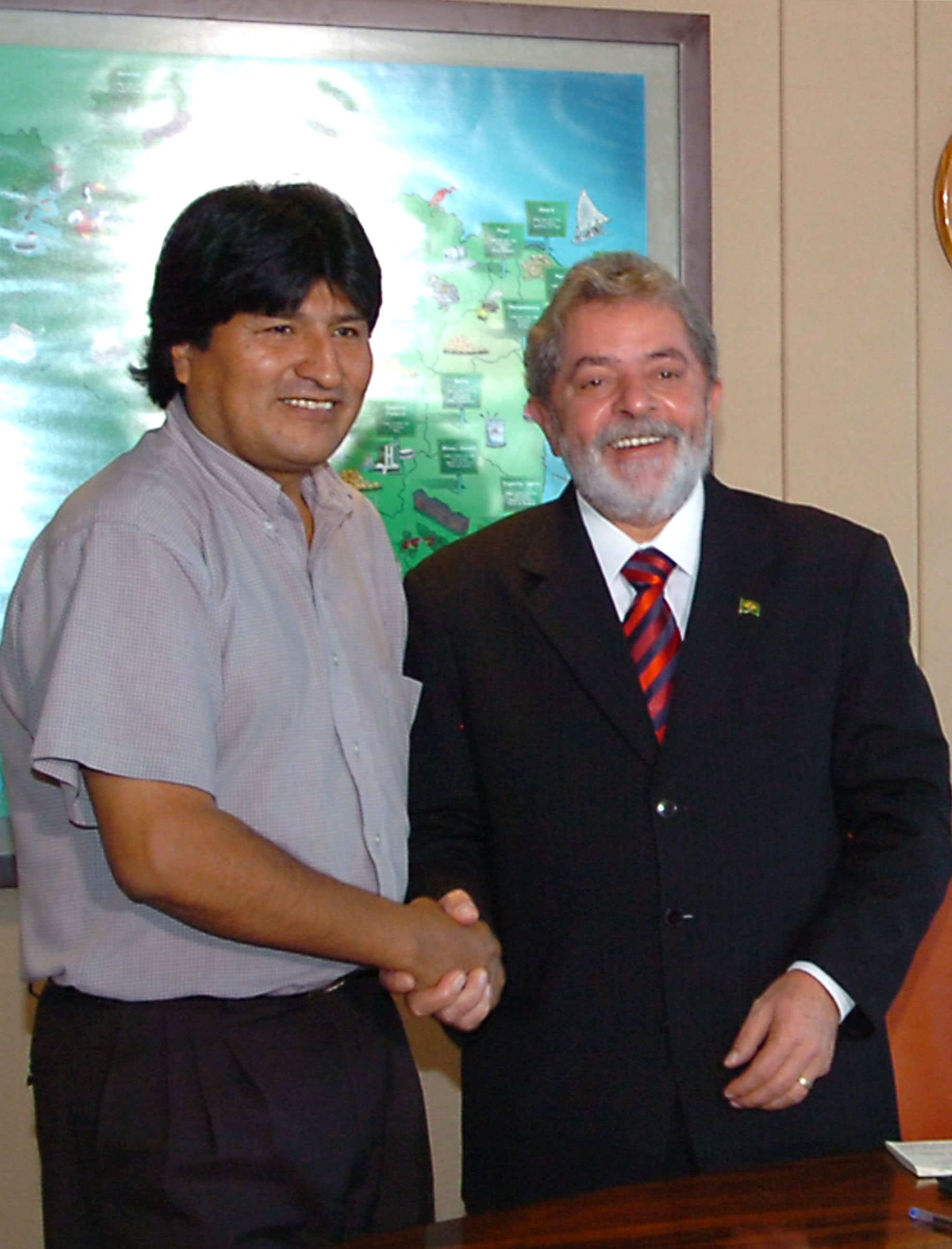
Lula (dir.) disse que é "inaceitável" um golpe militar em pleno século XXI na América Latina". Para Morales (esq.), "não é possível que alguns grupos ignorem" a democracia.

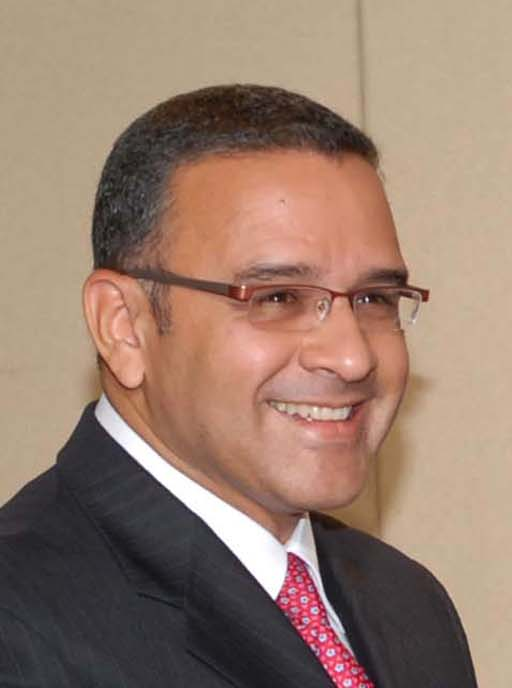
Funes pede "a imediata restauração do presidente legítimo de Honduras".

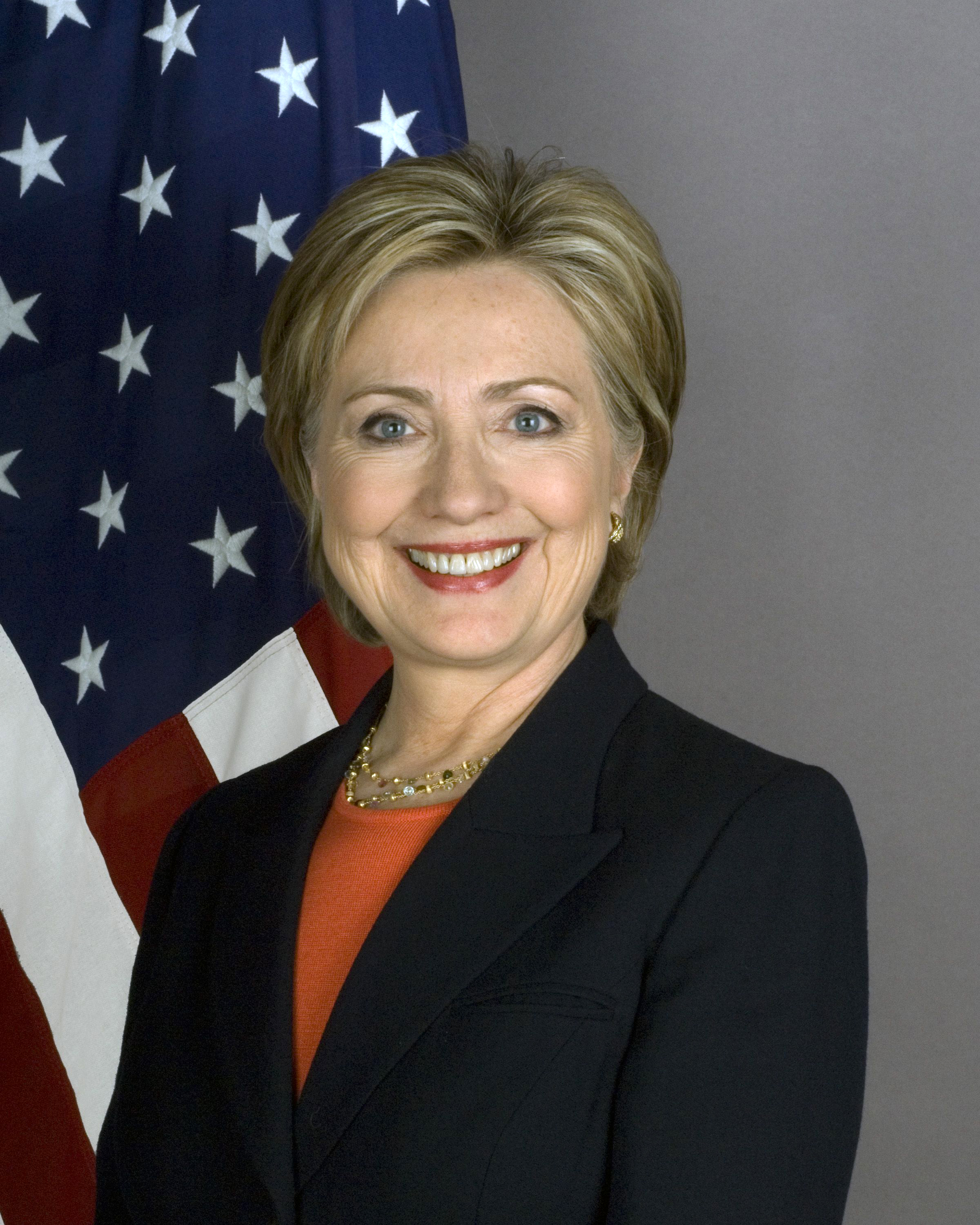
Para Hillary Clinton, a ação "deve ser condenada por todos".

- : O ministro de relações exteriores, Frank-Walter Steinmeier, condenou a prisão e o exílio forçado do presidente, afirmando que é "um ato que viola a ordem constitucional da República de Honduras. É vital agora para Honduras retornar rapidamente à lei e à ordem. Peço às partes envolvidas no conflito que retomem o diálogo e achem uma solução pacífica que leve em consideração a democracia e o Estado de Direito".

- : O primeiro-ministro de Antígua e Barbuda, Baldwin Spencer, lançou um comunicado à imprensa denunciando a remoção de Zelaya. Ele pediu à comunidade internacional que rejeitasse o golpe.

- : A presidente da Argentina, Cristina Fernández de Kirchner, afirmou que os eventos em Honduras relembram os "tempos bárbaros" da América Latina.

- : O presidente da Bolívia, Evo Morales, condenou a ação militar. "Não é possível que alguns grupos ignorem [a democracia], principalmente os militares", afirmou.

- : Celso Amorim, ministro das relações internacionais do Brasil, lançou uma declaração na imprensa condenando "a ação militar que resultou na deposição do presidente de Honduras", pedindo seu "imediato e incondicional retorno ao poder" e expressando "solidariedade com o povo de Honduras". Mais tarde, o presidente Luiz Inácio Lula da Silva afirmou que "não temos como permitir que em pleno século XXI na América Latina tenha um golpe militar. É inaceitável. Nós não podemos reconhecer o novo governo. Nós temos que exigir a volta do governo eleito novamente. Porque senão daqui a pouco vira moda outra vez"[1]. A Câmara dos Deputados aprovou no dia 30 de junho duas moções de repúdio ao golpe militar em Honduras. Uma delas foi apresentada pelo líder do PT, Cândido Vaccarezza. A outra foi apresentada pelo deputado Luiz Carlos Hauly (PSDB-PR) em nome do Fórum Interparlamentar das Américas, do qual é presidente.[2]

- : Peter Kent, ministro canadense de assuntos estrangeiros, declarou: "o Canadá condena o golpe de estado que ocorreu neste fim de semana em Honduras e pede a todas as partes envolvidas que mostrem constrangimento e que busquem uma resolução pacífica à atual crise política, que respeitem as normas democráticas. A governança democrática é um pilar central do engajamento reforçado do Canadá para as Américas, e estamos seriamente preocupados com o que transpareceu em Honduras".

- : O governo chileno também condenou o golpe, se referindo a Zalaya como governante "legitimamente eleito pelo povo".

- : O governo colombiano lançou uma declaração à imprensa em que se mostrou profundamente preocupado com a quebra da ordem constitucional, rejeitou a remoção forçada do presidente democraticamente eleito, pediu o retorno da ordem constitucional e legal, e apoiou as ações da OEA em sua tentativa de achar soluções democráticas para a crise em Honduras.

- : Numa conferência de imprensa conjunta com o presidente exilado, o presidente da Costa Rica, Óscar Arias, condenou o golpe e disse que isto "indica que a democracia na América Latina e suas instituições são frágeis e vulneráveis". Arias disse que a Costa Rica iria oferecer a Zelaya "todas as cortesias que ele merece".

- : O governo cubano também condenou o golpe de estado. O cubano Bruno Rodríguez afirmou que "a época das ditaduras militares na América Latina já passou". O ex-presidente Fidel Castro publicou um texto pedindo que as nações não negociem com o "alto comando golpista". Ele ainda apontou que "os golpistas [estão] encurralados e isolados", uma vez que "até a senhora Clinton declarou já que Zelaya é o único presidente de Honduras, e os golpistas hondurenhos nem sequer respiram sem o apoio dos Estados Unidos"[3].

- : Mauricio Funes, presidente de El Salvador, disse à imprensa que seu governo "pede a imediata restauração do presidente legítimo de Honduras, Manuel Zelaya". Funes disse ainda ter expressado sua solidariedade com Zelaya numa conversa que os dois mantiveram por telefone. O ministro da defesa salvadorenho, David Munguía, afirmou que o Exército de El Salvador irá reforçar três passagens de fronteira entre os dois países.

- : Rafael Correa, presidente do Equador, disse que não reconhecerá nenhum governo novo em Honduras.

- : Um porta-voz do primeiro-ministro espanhol José Luis Rodríguez Zapatero lançou a seguinte nota: "o chefe do governo expressa sua profunda condenação com a deteção ilegal e a expulsão do presidente legítimo da Repúblida de Honduras, Manuel Zelaya. A solução para qualquer disputa deve sempre se basear no diálogo e no respeito às regras democráticas. Não pode haver uma solução para a crise em Honduras fora da estrutura constitucional".

- : O presidente dos Estados Unidos, Barack Obama, declarou estar "altamente preocupado" com a ação militar em Honduras. Ele pediu a todos os atores políticos e sociais do país que respeitem as normas democráticas e a Carta Democrática Interamericana da Organização dos Estados Americanos[4]. Numa declaração por escrito, a secretária de Estado Hillary Clinton afirmou: "a ação contra o presidente hondurenho Mel Zelaya viola os preceitos da Carta Democrática Interamericana e, assim sendo, deve ser condenada por todos"[5]. A embaixada dos Estados Unidos em Honduras anunciou a suspensão de programas de ajuda militar de 16,5 milhões de dólares por causa do golpe de Estado no país[6].

- : O ministério das relações estrangeiras lançou a seguinte declaração: "a França condena firmemente o golpe que acabou de acontecer em Honduras. As prisões e expulsões de diplomatas são uma grave violação da Convenção de Viena. São inaceitáveis. A ordem constitucional deve ser restaurada na primeira oportunidade. A França pede a todas as partes envolvidas que atuem com respeito aos princípios e valores da democracia"[7].

- : O presidente da Guatemala, Álvaro Colom, disse em uma conferência de imprensa que a Guatemala "reconhece o presidente Zelaya como o presidente democraticamente escolhido". Colom disse que irá discutir formas de reinstaurar a democracia em Honduras com outros líderes centro-americanos durante a cúpula extraordinária convocada pelo Mercado Comum Centro-Americano para discutir a questão em Manágua.

- : O ministro das relações exteriores da Itália, Franco Frattini, lançou uma declaração em que chamou o golpe de "uma séria violação da lei e das regras democráticas".

- : O governo mexicano condenou a prisão e o exílio forçado do presidente Zelaya.

- : Jonas Gahr Støre, minstro das relações exteriores da Noruega, lançou uma declaração na imprensa condenando o golpe.

- : O presidente do Paraguai, Fernando Lugo condenou o golpe e pediu a prisão dos envolvidos na articulação deste. Lugo, que também exerce o cargo de presidente temporário do Mercosul, afirmou que nenhum estado-membro da união irá reconhecer um novo governo hondurenho que não seja liderado por Zelaya.

- : O Subsecretário de Estado de Assuntos Estrangeiros do Reino Unido, Chris Bryant, afirmou que "o Reino Unido condena a expulsão do presidente Zelaya e pede a restauração do governo democrático, constitucional em Honduras"[8].

- : O ministro das relações exteriores de Taiwan, Francisco Ou, descreveu a remoção de Zelaya como um "golpe" que "violou os princípios da democracia e a constitucionalidade" e que, por isso, "deve ser censurado".

- : O vice-presidente do Uruguai, Rodolfo Nin Novoa, condenou o golpe e pediu o restabelecimento da ordem democrática em Honduras.

- : O presidente venezuelano Hugo Chávez disse que o golpe pede explicações de Obama, pois os EUA "têm muito a ver" com o que está acontecendo em Honduras. Algumas horas depois, Chávez colocou o Exército da Venezuela em alerta e disse que faria o que fosse necessário para abortar o golpe em Honduras. Ele também alertou que caso um novo governo for instituído, a Venezuela irá ajudar a derrubá-lo.